# Czarna Oława

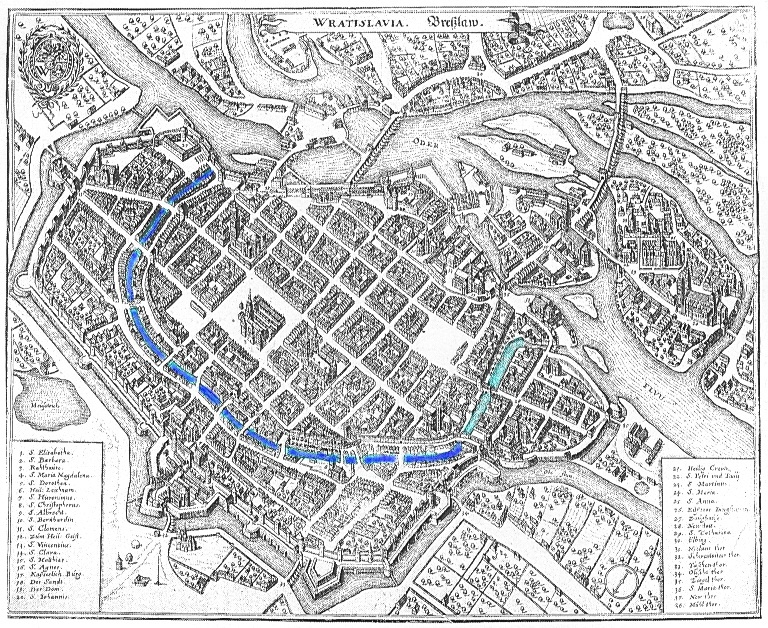
plan Wrocławia z XVII wieku z zaznaczonym przebiegiem fosy miejskiej wewnętrznej (Czarna Oława na ciemnoniebiesko)

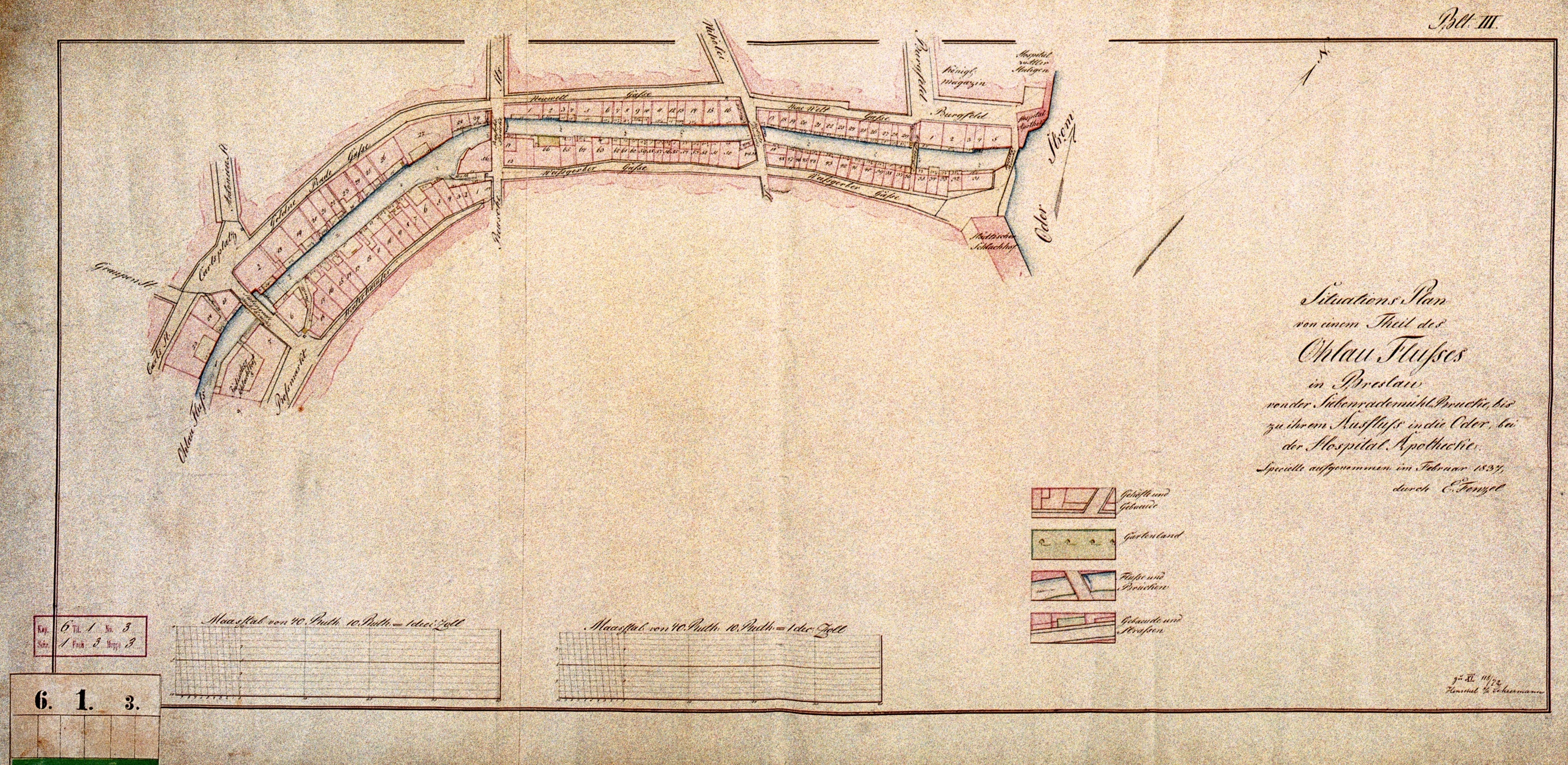
północny odcinek Czarnej Oławy na mapie z 1837, od Carlsplatz i Rosmarkt (dziś pl. Bohaterów Getta) do Burgfeld (ul. Cieszyńskiego)

Czarna Oława albo Oława Miejska – kanał, będący sztuczną odnogą rzeki Oławy, dopływu Odry.

## Historia
Kanał został przekopany w XIII wieku wzdłuż południowej granicy ówczesnego Wrocławia i wykorzystywany w pierwszym okresie istnienia miasta jako element wczesnych fortyfikacji – fosa miejska. Przebieg tego kanału wytyczony został w podmokłym obniżeniu terenu w starorzeczu Odry – jednym z koryt powodziowych Odry i Oławy. Przeprowadzono go tak, że ujście Czarnej Oławy do Odry znalazło się przy najstarszej wrocławskiej rzeźni miejskiej (okolica skrzyżowania dzisiejszej ulicy Cieszyńskiego i Nowego Światu).
Nieco później, jeszcze w XIII stuleciu, rozpoczęto budowę drugiej, zewnętrznej linii fortyfikacji z własną fosą, w odległości około trzystu metrów od Czarnej Oławy. Po wzniesieniu fortyfikacji zewnętrznych systematycznie je unowocześniano, wskutek czego znaczenie militarne linii wewnętrznej wraz z Czarną Oławą spadało, szczególnie na odcinku zachodnim i południowym, ale wykorzystywana była nadal do celów gospodarczych i przemysłowych. 
Na jej nurcie umieszczone zostały m.in. młyny: 
- w okolicy połączenia naturalnego koryta Oławy z Czarną Oławą, które znajdowało się nieopodal dzisiejszego placu Dominikańskiego,
- przy skrzyżowaniu ulicy Janickiego i al. Słowackiego powstał Młyn Kacerski (niem. Käthermühle),
- w okolicy dzisiejszego skrzyżowania ul. Krupniczej i trasy W-Z (dzisiejszy plac Bohaterów Getta), znajdował się od 1297 do 1813 roku młyn, zwany Młynem Siedmiu Kół (niem. Siebenradenmühle). Młyn ten dał początek nazwie drodze auf dem Graben bei den sieben Raden („nad fosą przy siedmiu kołach”), biegnącej wzdłuż środkowego odcinka Czarnej Oławy od jej zewnętrznej (południowej i południowo-zachodniej strony). Północno-zachodni odcinek tej drogi później został przemianowany na Goldene Rade Gasse (zaułek Złote Koło).

Końcowy odcinek Czarnej Oławy, bezpośrednio przed jej ujściem do Odry, wykorzystywany był przez rzemieślników – białoskórników, którzy garbowali skóry na leżących tuż nad wodą pomostach, bezpośrednio przylegających do ich niewielkich domów i warsztatów w wąskim pasie między murami miejskimi a fosą. Odcinek ulicy, położony w miejscu, gdzie te warsztaty były zlokalizowane, do dziś nazywa się ulicą Białoskórniczą.
Po wkroczeniu w 1807 do Wrocławia wojsk napoleońskich pod dowództwem Hieronima Bonaparte zarządzona została likwidacja wszystkich murowanych fortyfikacji tak w linii zewnętrznej, jak i wewnętrznej, choć część fortyfikacji wewnętrznych usunięto już wcześniej. Zburzone też zostały wszystkie strzegące mostów przez obie fosy – zarówno fosę zewnętrzną, jak i wewnętrzną – bramy miejskie, choć same fosy zostały zachowane.
Znaczenie gospodarcze Czarnej Oławy przez kolejne dziesięciolecia i stulecia systematycznie spadało. Jej wody traktowane przez mieszkańców jako ściek i śmietnik coraz bardziej nie nadawały się do celów spożywczych, postępujące zamulanie zamieniało ją coraz bardziej w leniwie płynący kanał ściekowy tak, że Młyn Siedmiu Kół ostatecznie przestał funkcjonować i w 1813 zdecydowano się go zlikwidować. Istnienie pełnego nieczystości i odpadków kanału tuż przy centrum wielkiego i ludnego miasta dramatycznie pogarszało warunki higieniczne Wrocławia, aż ostatecznie po epidemii cholery w 1866 Czarna Oława została zasypana. Na jej miejscu wytyczono dodatkową ulicę. Nosiła ona na różnych odcinkach biegu dawnej fosy wewnętrznej różne nazwy. Pierwszy odcinek, przy dawnym naturalnym ujściu rzeki Oławy (nazywanej tu „Białą”) do Odry zlikwidowano już wcześniej, w pierwszej połowie XIX wieku; na jej miejscu powstała ulica nazwana Weiße Ohle („Biała Oława”, dziś ul. Janickiego) i jej przedłużenie Münzstraße („Mennicza”, dziś ul. Kraińskiego). 
Po zasypaniu Czarnej Oławy przy dawnej wewnętrznej Bramie Oławskiej na nowo utworzonym miejscu wytyczono ulicę Kätzel Ohle (dosłownie „Kocia Oława”, od 1945 pod nazwą zaułek Koci) łączącą dawny Młyn Kacerski z placem przy kościele św. Krzysztofa; kolejny odcinek nowej ulicy od pl. św. Krzysztofa w kierunku zachodnim do skrzyżowania ze Świdnicką uzyskał miano Altbüßer Ohle („Oława Łaciarska”, po r. 1945 zaułek Pokutniczy); kolejny odcinek do skrzyżowania z Zamkową (Gepperta) nazwany został Schloß Ohle („Oława Zamkowa”, później zaułek Zamkowy); kolejny do skrzyżowania z Krupniczą (w rejonie dzisiejszego placu Bohaterów Getta) zwany był Sieben Rade Ohle („Oława Siedmiu Kół”, potem ul. Siedmiu Kół); następny do ul. św. Mikołaja Reussen Ohle („Oława Ruska”, później zaułek Ruski; nazwa wynikająca z faktu, że ten fragment krzyżuje się z ul. Ruską). Ostatni odcinek, od św. Mikołaja do dawnego ujścia Czarnej Oławy do Odry (przy ul. Cieszyńskiego), pierwotnie nazwany został Weißgerber Ohle („Oława Białoskórnicza”, od biegnącej równolegle ulicy Białoskórniczej), ale jeszcze przed początkiem II wojny światowej przestał być w praktyce traktowany jako ulica i po wojnie stał się tylko martwym kikutem uliczki bez własnej nazwy, nominalnie wszak przypisanym do zaułka Ruskiego.
Współcześnie po linii Czarnej Oławy przebiega wrocławska trasa średnicowa i żadna z wymienionych wyżej ulic wytyczonych w XIX wieku na jej miejscu od pl. Dominikańskiego na zachód nie istnieje; wszystkie wchłonięte zostały do tej arterii.